# Baretica
Baretica je otočić u Korčulanskom otočju, oko 400 metara južno od franjevačkog samostana na Badiji. Prekriven je alepskim borom.
Okruglog je oblika, oko 50 metara u promjeru. Površina otoka je 2259 m2, a visina manja od 1 metra.

## Vanjske poveznice
|  | Zajednički poslužitelj ima još gradiva o temi Baretica |